# Jacek Hadryś
Jacek Hadryś (ur. 28 kwietnia 1962 w Krotoszynie) – polski duchowny, teolog, dr hab. nauk teologicznych, profesor i kierownik Zakładu Teologii Systematycznej Wydziału Teologicznego Uniwersytetu im. Adama Mickiewicza w Poznaniu.

## Życiorys
W 1998 r. obronił pracę doktorską Urzeczywistnianie charyzmatu pomocniczości w ruchu duszpasterskim Pomocników Matki Kościoła w świetle najnowszych dokumentów Kościoła, w 2009 r. habilitował się na podstawie pracy zatytułowanej Apostolat Instytutu świeckiego Pomocnic Maryi Jasnogórskiej Matki Kościoła w nauczaniu Stefana Wyszyńskiego. W 2021 r. uzyskał tytuł profesora nauk teologicznych. Został zatrudniony na stanowisku profesora nadzwyczajnego w Zakładzie Teologii Moralnej i Duchowości na Wydziale Teologicznym Uniwersytetu im. Adama Mickiewicza w Poznaniu.
Był profesorem uczelni Zakładu Teologii Moralnej, Duchowości i Katolickiej Nauki Społecznej, oraz prodziekanem Wydziału Teologicznego Uniwersytetu im. Adama Mickiewicza w Poznaniu.
Jest profesorem i kierownikiem w Zakładzie Teologii Systematycznej na Wydziale Teologicznym Uniwersytetu im. Adama Mickiewicza w Poznaniu, a także członkiem Rady Dyscypliny Naukowej – Nauk Teologicznych Uniwersytetu im. Adama Mickiewicza w Poznaniu.